# گای سباستین
گای سباستین (به روسی: Guy Sebastian) (زاده ۲۶ اکتبر ۱۹۸۱) یک خوانندهٔ استرالیایی است.
او در سال ۲۰۱۵ در مسابقه یوروویژن پنجم شد.